# Katalin Kondor
Katalin Kondor (n. 27 octombrie 1946, Debrețin, Ungaria) este o economistă și jurnalistă maghiară.

## Biografie
Părinții săi au fost Lajos Kondor și Erzsébet Kuhár. În 1971 a absolvit Facultatea de Comerț din cadrul Universității Marx Károly de Economie și Administrarea Afacerilor din Budapesta, după care a lucrat ca negociator de contracte internaționale timp de un an.

## Carieră
În timpul anilor de facultate a lucrat ca freelancer pentru Radioul Maghiar. În 1972 s-a alăturat Radioului ca membru al personalului intern și de atunci a lucrat acolo fără întrerupere. În 1974-1975 a studiat la Școala de Jurnalism a Asociației Naționale a Jurnaliștilor Maghiari. Timp de mulți ani a fost una dintre fețele distinctive ale săptămânalului de televiziune A Hét. Timp de mai mulți ani a fost consilier al directorului Institutului de cercetare în domeniul comunicării de masă, în prezent dispărut. A predat teoria și practica realizării de programe și comportamentul în comunicarea de masă în cadrul mai multor cursuri de radio și universități. Din 1991 a fost redactor-șef al Kossuth Radio. 
Între 1974 și 1983, el a fost înregistrat ca persoană din rețeaua Securității Statului sub pseudonimul "Vári". Deoarece în Ungaria numai cazurile III/III fac obiectul legii privind depistarea, ceilalți membri ai serviciilor nu trebuie să dea socoteală pentru trecutul lor, prin urmare Katalin Kondor, care a fost înregistrată ca persoană din rețea în subdiviziunea III/II-B a Direcției Generale de Poliție din Budapesta, nu a fost supusă niciunei obligații de a da socoteală. Problema nu a fost soluționată în mod satisfăcător până în prezent.
Din 1991 a fost redactor-șef al Radio Kossuth. În 2001 a fost ales președinte al Radioului Maghiar, funcție pe care a deținut-o până la sfârșitul mandatului său, în 2005. Într-un interviu acordat publicației Magyar Nemzet, el a declarat că principala sa sarcină a fost să sporească vizibilitatea celor trei posturi de radio și să le îmbunătățească semnificativ audiența. În 2003 a primit Medalia europeană pentru jurnalism internațional.
În 2005 a ținut o prelegere la Congresul Libertarian Media Workshop. În 2010, a avut din nou o apariție publică la Marea Adunare a Asociației Varela. De atunci, ea a fost gazda unor evenimente și poate fi văzută la Echo TV. Este președinta Societății Istvan Călărețul, fondată în 2019.